# Суяргулово
Суяргу́лово (баш. Һөйәрғол) — деревня в Учалинском районе Республики Башкортостан Российской Федерации. Входит в состав Новобайрамгуловского сельсовета.

## География

### Географическое положение
Расстояние до:
- районного центра (Учалы): 63 км,
- центра сельсовета (Новобайрамгулово): 3 км,
- ближайшей железнодорожной станции (Урал-Тау): 68 км.

## Население
| 2002 | 2009 | 2010 |
| ---- | ---- | ---- |
| 113  | ↘102 | ↘90  |

Национальный состав
Согласно переписи 2002 года, преобладающая национальность — башкиры (98 %).

## Известные уроженцы
- Яхшибаев, Сабит Габдельбасырович (1890—1930) — татарский и башкирский советский театральный художник. Первый профессиональный театральный художник Башкирии.